# 張志韓
張志韓（1900年6月4日—1997年8月），男，貴州貴陽人。中华民国政治人物。

## 生平
幼就讀于昆明模範小學，貴陽南明中學。在南明中學時，出任學生會長。1921年考入北京大學，首創組織學生會，并任北京大學學生會對外代表。1925年，上海發生“五卅慘案”，張志韓與各校學生代表成立“滬案後援會”。大學畢業後，張志韓入黃埔軍校，參加北伐，任東路軍總指揮部中校秘書，福建省政府秘書長。後任徐州淮鹽運銷處總辦、淮鹽官運局長、陸海空軍總司令部少將參議。1928年後，連續四屆任立法委員、憲法審查委貝會委员。
1936年，任貴州省教育廳廳長。任内倡导幼稚教育，設幼稚園；倡导義務教育，各縣設國民學校；倡导社會教育，設縣民眾教宵館；發展商等教育，創立國立貴陽醫學院、貴州大學等。吳鼎昌主黔後，張志韓走湖北恩施第六戰區長官司令部任參議、中將參議。抗日战争勝利後，到北平第十一戰區長官司令部任中將秘書長。1948年後，到南京衛戊司令部，任過何應欽內閣顧問。後隨中华民国政府遷廣州、臺灣。在臺灣，先後任臺灣大學、東吳大學教授及東吳大學訓導長30餘年。
1997年8月，張志韓逝世。